# КА Тигре
Клуб Атлетико Тигре (на испански: Club Atlético Tigre) е аржентински футболен отбор от Виктория.

## История
Отборът е основан на 3 август 1902 г. в град Тигре, но по-късно се премества във Виктория. Тигре е първият клуб от Аржентина, изиграл международен мач – срещу Сентрал Монтевидео през 1913 г. (2:2). В първа дивизия Тигре играе през 1931 – 1933, 1935 – 1942, 1946 – 1950, 1954 – 1958, 1968, 1980 и от 2007 г. насам. В турнира Апертура през 2007 г., веднага след завръщането си в елита, отборът се бори до последния кръг за титлата, но загуба от Архентинос Хуниорс го оставя на второто място – най-доброто класиране в историята, като дотогава това е шестото място през 1955 г. Година по-късно, в турнира Апертура през 2008 г., Сан Лоренцо де Алмагро, Бока Хуниорс и Тигре завършват на първо място с по 39 точки. В тристранния турнир за определяне на шампиона и трите отлора записват по една победа и една загуба, като головата разлика определя шампион да бъде Бока Хуниорс, а тигре отново остава на второ място. През 2009 г. оборът дебютира в международните континентални турнири, отпадайки в първия кръг на Копа Судамерикана от Сан Лоренцо след общ резултат 2:2 и по-малко отбелязани голове на чужд терен.

## Успехи
- Примера дивисион
  - Второ място (2): 2007 А, 2008 А
- Примера Б Насионал
  - Трето място (1): 2006 А
- Примера Б Метрополитана
  - Шампион (6): 1945, 1953, 1979, 1994 К, 2004 А, 2005 К
  - Второ място (4): 1944, 1952, 1960, 1967

## Рекорди
- Най-много мачове: Педро Даниел Пелегата (362)
- Най-много голове: Хуан Андрес Марвеци (116)
- Най-голяма победа
  - в Примера дивисион: 7:2 срещу Росарио Сентрал (1940)
  - в Примера Б Насионал: 5:0 срещу Расинг де Кордоба (2001)
  - в Примера Б Метрополитана: 7:0 срещу Линиерс (1970)
  - в Примера Ц: 5:0 срещу Ферокарил Мидланд (1971)
- Най-голяма загуба
  - в Примера дивисион: 1:11 срещу Бока Хуниорс (1942)

## Известни играчи
- Луис Ислас
- Лукас Бариос
- Педро Даниел Пелегата
- Хуан Андрес Марвеци